# Ráy lá dài
Ráy lá dài (danh pháp khoa học: Alocasia longiloba) là một loài thực vật có hoa trong họ Ráy (Araceae). Loài này được Miq. mô tả khoa học đầu tiên năm 1856.

## Hình ảnh

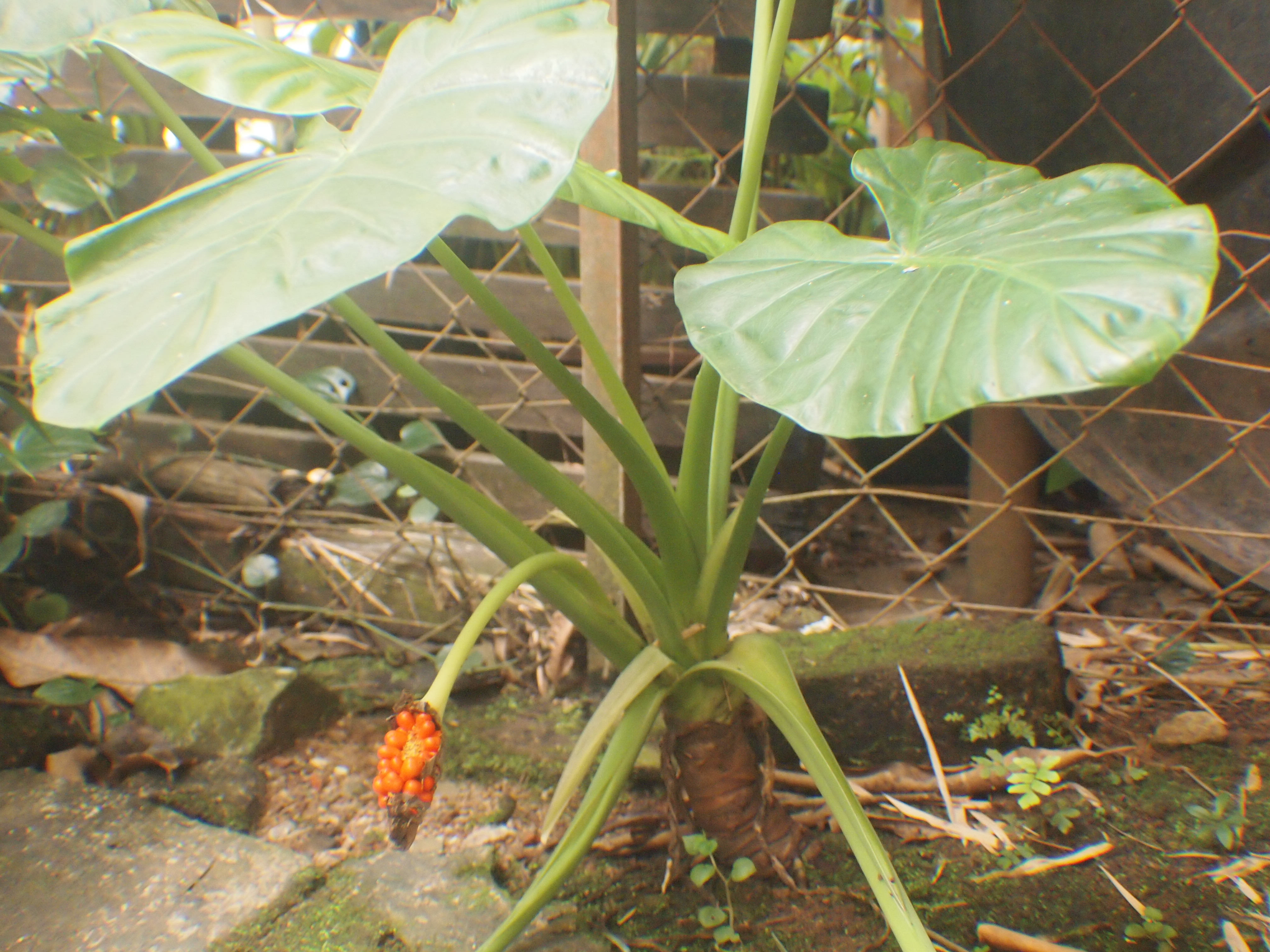